# Malcom Filipe Silva de Oliveira
Malcom Filipe Silva de Oliveira (São Paulo, 26 de febrer de 1997), més conegut com a Malcom, és un futbolista professional brasiler que juga a l'Al-Hilal. Pot jugar com a extrem o com a migcampista ofensiu.

## Trajectòria

### Corinthians
Malcom va començar la seva carrera en les categories inferiors del Corinthians. El 2014 va arribar al primer equip i va jugar regularment durant el Campionat brasiler 2015. Durant la seva estada al club, va participar en un total de 73 partits i va marcar 10 gols.

### Girondins de Bordeaux
El gener de 2016, el Girondins de Bordeaux va anunciar la incorporació de Malcom. Va passar tres temporades al Girondins marcant 23 gols en 96 partits.

### FC Barcelona
El 24 de juliol de 2018, tot i haver arribat a un principi d'acord amb l'AS Roma, el FC Barcelona va anunciar el seu fitxatge per 41 milions d'euros (més 1 milió en variables), superant així l'oferta del club italià.

### Zenit
El 2 d'agost de 2019 el Barça va anunciar un acord amb el FK Zenit Sant Petersburg pel traspàs del jugador per 40 milions d'euros, més 5 milions més en variables.

## Palmarès

### FC Barcelona
- 1 Lliga espanyola: 2018-19
- 1 Supercopa d'Espanya: 2018[7]